# Wojciech Łazewski
Wojciech Łazewski (ur. 1949 w Supraślu)  – polski duchowny rzymskokatolicki, dr teologii i nauk patrystycznych, prałat Białostockiej Kapituły Metropolitalnej, rektor Archidiecezjalnego Wyższego Seminarium Duchownego w Białymstoku w latach 2004–2007.  

## Życiorys
Uczył się w III LO, a następnie w białostockim seminarium w Archidiecezjalnym Wyższym Seminarium Duchownym.
Święceń prezbiteratu udzielił mu 10 czerwca 1973 w prokatedrze białostockiej biskup Henryk Gulbinowicz. Był wikariuszem w Szudziałowie i w parafii MB Częstochowskiej w Mońkach. Następnie ukończył studia biblijno-pastoralne na Akademii Teologii Katolickiej w Warszawie oraz w Instytucie Patrystycznym Augustinianum w Rzymie, gdzie w 1986 zdobył doktorat z teologii i nauk patrystycznych (promotor: prof. Maria Grazia Mara). Jest poliglotą: mówi po niemiecku, włosku, angielsku, rosyjsku, czyta po francusku.
Na początku lat 90. XX w. był dyrektorem Caritas Polska, potem rektorem Wyższego Archidiecezjalnego Seminarium Duchownego w Białymstoku. W latach 2008–2011 był Dyrektorem Caritas w Białymstoku, a także był szefem Caritas Europa
W latach 2011–2025 proboszcz parafii pw. św. Kazimierza Królewicza w Białymstoku.
Od 2019 do 2025 roku dziekan dekanatu Białystok Bacieczki.